# Ignacio Alcuri
Ignacio Alcuri (27 de marzo de 1980) es un escritor, periodista y conductor uruguayo. Su humor sarcástico y mordaz utiliza muchas referencias a la cultura popular moderna.

## Biografía
Cursó primaria y secundaria en el colegio Zorrilla de San Martín de los Hermanos Maristas, donde comenzó a expresar sus inquietudes artísticas. Allí intentó con los cómics (una de sus pasiones) y también formó parte de un grupo musical llamado Los Obispos del Amor, que tocaba versiones bizarras de temas conocidos y temas de autoría propia.
Su ópera prima, publicada en el año 2003, se llama Sobredosis Pop. Cuenta una serie de historias y otras expresiones de su humor, siempre breves. Según el propio autor, es un libro para leer en el baño. Un año después salió su secuela con el nombre de Combo 2, con el mismo formato.
En noviembre de 2006 salió a la venta su tercer libro, anunciado tiempo atrás con el nombre de Problema mío y con prólogo de Santiago Tavella, integrante de la banda El Cuarteto de Nos. En noviembre de 2008 apareció su cuarto libro, Huraño Enriquecido, publicado, como el anterior, por Random House-Mondadori.
En 2014 se publicó Esto no es una papa.
También integró el grupo de trabajo del programa radial Justicia infinita y, con parte de sus integrantes, participó guionando y también en cámara en el programa de televisión Los Informantes.
En 2008 retomó la radiodifusión con un nuevo programa, Vulgaria, conducido junto con Leo Lagos (del grupo de rock The Supersónicos) y Salvador Banchero (integrante de Justicia infinita y ex coconductor de Los Informantes). 
Condujo junto a Leo Lagos el programa periodístico de humor Reporte descomunal y luego el deportivo de humor Córner y gol es gol que se emitía en el canal comunal TV Ciudad, de donde fueron echados a raíz de un incidente considerado "inapropiado" para esa señal.
Actualmente conduce Los Informantes Radio junto a Leo Lagos y Martín Otheguy (con la participación de Germán Deniz y Adrián Garza), que se emite de lunes a viernes en las tardes de 970 AM Universal. Desde 2017 a la actualidad coconduce junto a Gustavo Sala el podcast "Sonido Bragueta" dónde se puede apreciar la capacidad de improvisación de ambos humoristas.
También condujo Olor a geek,programa dedicado a tratar temas de la cultura pop y afines al nerdismo,  junto con el comunicador y realizador Bruno Conti, fallecido en 2021.
Ejerció la docencia con talleres de narración creativa en Taller de Radio, y también de relato breve en la Escuela Carne.
Utiliza el apodo de «Nacho» y el nick «Hijo de Chuck Norris» en la comunidad bloguera y en otras.
En 2019 Alcuri fue galardonado con el Premio Legión del Libro otorgado por la Cámara Uruguaya del Libro.

## Obras
| Año  | Título                                                 | ISBN          |
| ---- | ------------------------------------------------------ | ------------- |
| 2003 | Sobredosis Pop                                         |               |
| 2004 | Combo 2                                                | 9974783623    |
| 2006 | Problema mío                                           | 9974797462    |
| 2008 | Huraño enriquecido                                     | 9789974814196 |
| 2010 | Temporada de Pathos                                    | 9789974683389 |
| 2012 | Basurita                                               | 9789974683389 |
| 2014 | Esto no es una papa                                    | 9789974713819 |
| 2017 | La novia de Johnny Storm ve la vaca y llora            | 9789974881914 |
| 2019 | Almanaque mundial del Uruguay (junto a Martin Otheguy) | 9789974892569 |
| 2020 | La crisis de los 38                                    | 9789974903784 |